# Немига (компьютер)

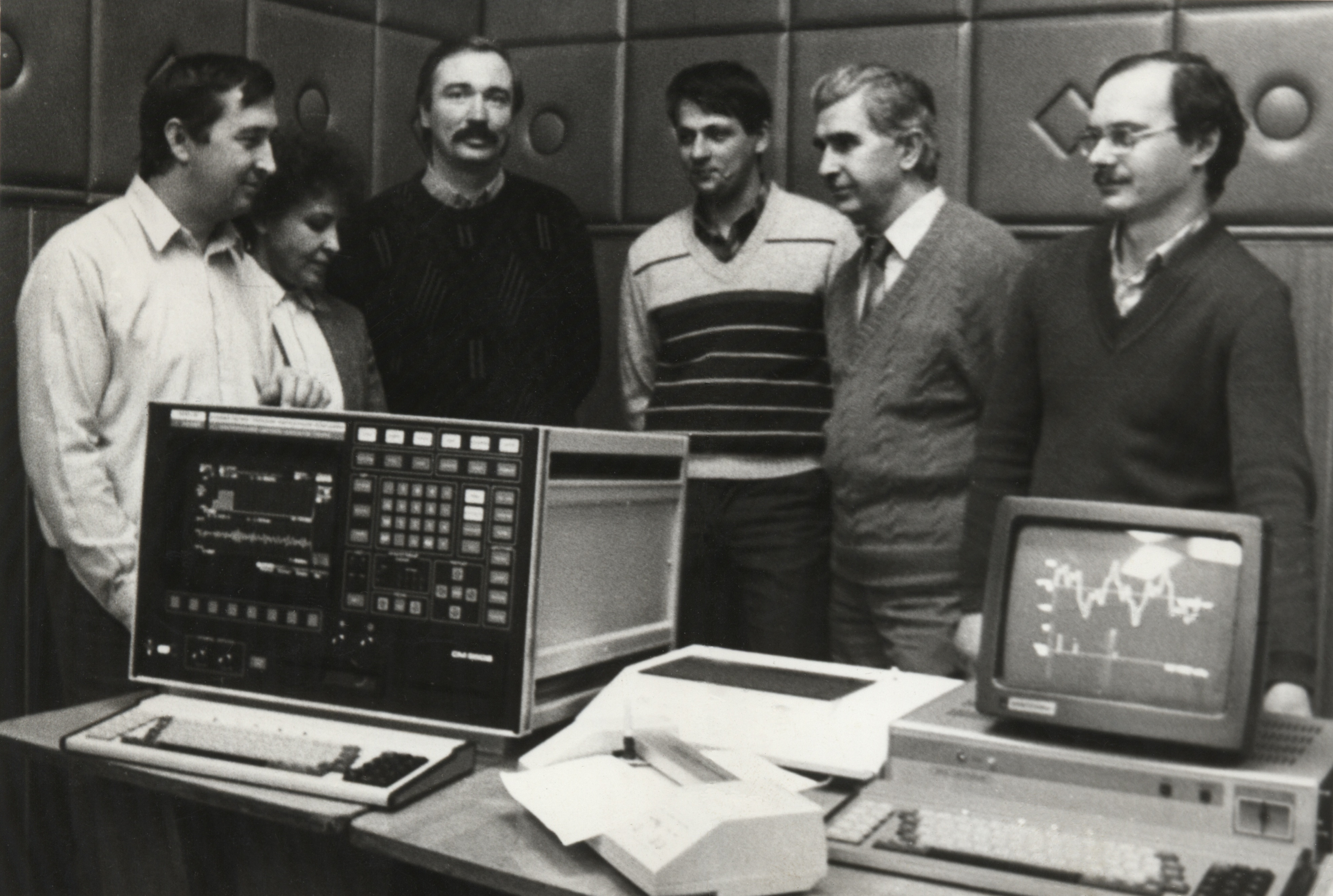
Анализатор спектра (слева) и Немига (справа)

Немига ПК 588 — советский 16-разрядный персональный компьютер, разработан в Минском радиотехническом институте (МРТИ) на кафедре электронных вычислительных средств, авторы: Александр Александрович Петровский (научный руководитель), В. Ю. Зуйков, М. В. Качинский, В. Б. Клюс, В. Н. Мухаметов, В. И. Сидоренко, В. А. Балейко. Разрабатывался компьютер как ЭВМ для анализатора спектра. Позже был переделан и доработан для массового выпуска в составе учебных вычислительных комплексов, для поставки в учебные заведения. Выпускался на белорусском ПО «Калибр» с 1989 года (выпущено около 1000 классов по 13 машин в каждом), а также на Гомельском радиозаводе.

## Технические характеристики и особенности
- Процессор: микропроцессорный комплект 588 (выпускался на минском ПО «Интеграл»); по системе команд совместим с PDP-11, Электроника-60, ДВК; быстродействие — около 500 тысяч операций регистр-регистр в секунду
- Оперативная память: 128 КБ
- ПЗУ: 4 КБ
- Видео: видео-контроллер формирует растр размером 512×312 точек, в котором адресуемой площадью является блок 512×256 точек, 4 градации яркости на точку, видеопамять 32 КБ
- Контроллер дисковода — возможна загрузка только с дисков формата MD (в ПЗУ версии 3.03 также была загрузка с формата DX)
  - Формат MD: ёмкость диска 459 КБ (две стороны); каждая сторона рассматривалась как отдельный логический диск ёмкостью до 230 КБ
  - Формат MX: двухсторонние диски на 40 или 80 дорожек (совпадает с форматом КНГМД ДВК)
- Контроллер локальной сети
- Таймер и звуковой генератор
- ИРПР для подключения принтера

Конструктивно, компьютер состоит из процессорного блока, блока НГМД и монитора, клавиатура внешняя.
Процессор непосредственно адресует 64 КБ «нижней» памяти. «Верхние» 64 КБ доступны через регистры косвенного доступа. В верхней памяти размещены 32 КБ экрана. Оставшиеся 32 КБ верхней памяти остаются свободными. Драйвер VM позволял использовать свободные 32 КБ «верхней» памяти как виртуальный диск.
ПЗУ компьютера содержит: процедуру начального пуска, процедуры прерываний, знакогенератор, код работы системного терминала, код загрузки из сети и с дискеты, а также несколько графических процедур (чтение/рисование точки, рисование линии).

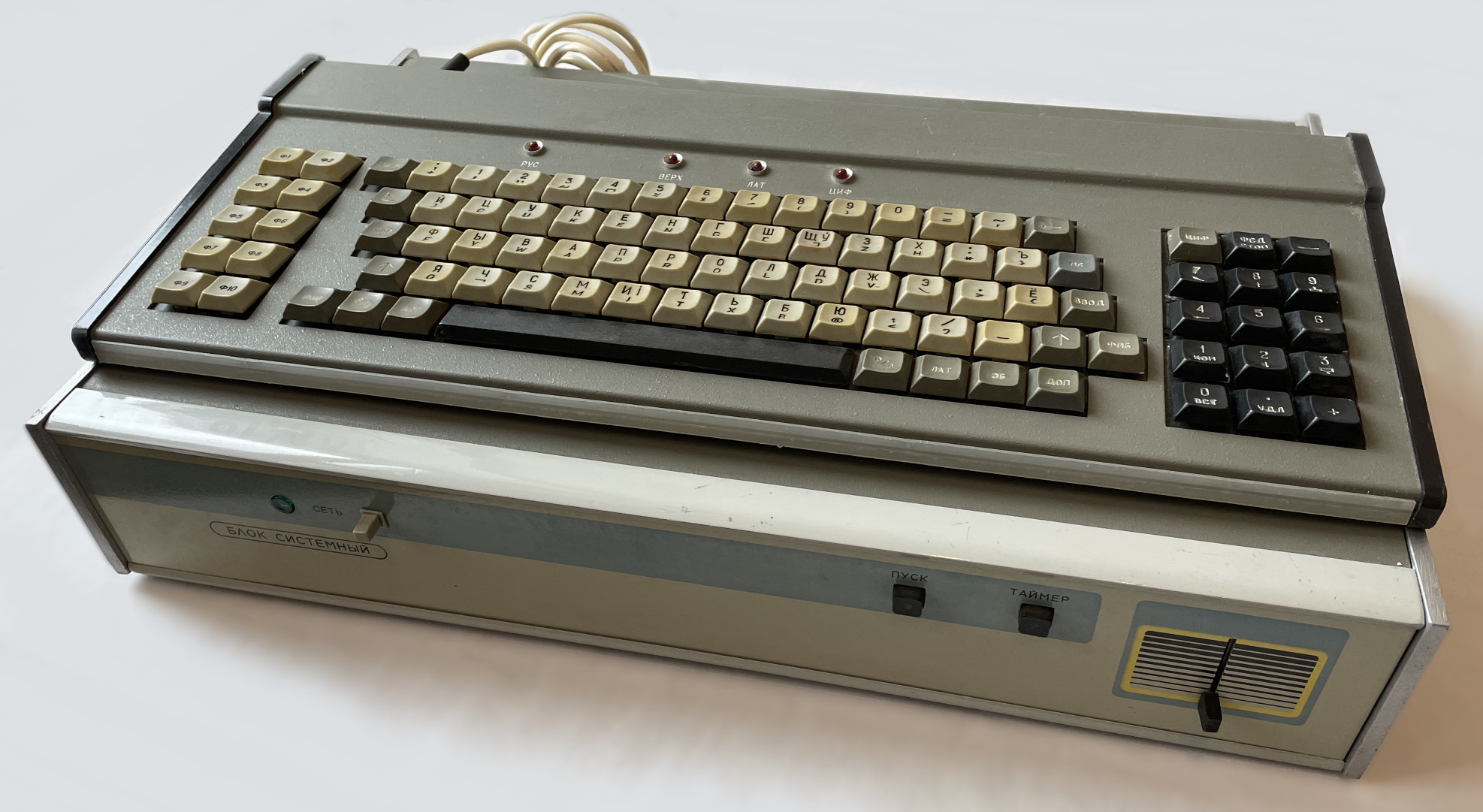
Системный блок и клавиатура
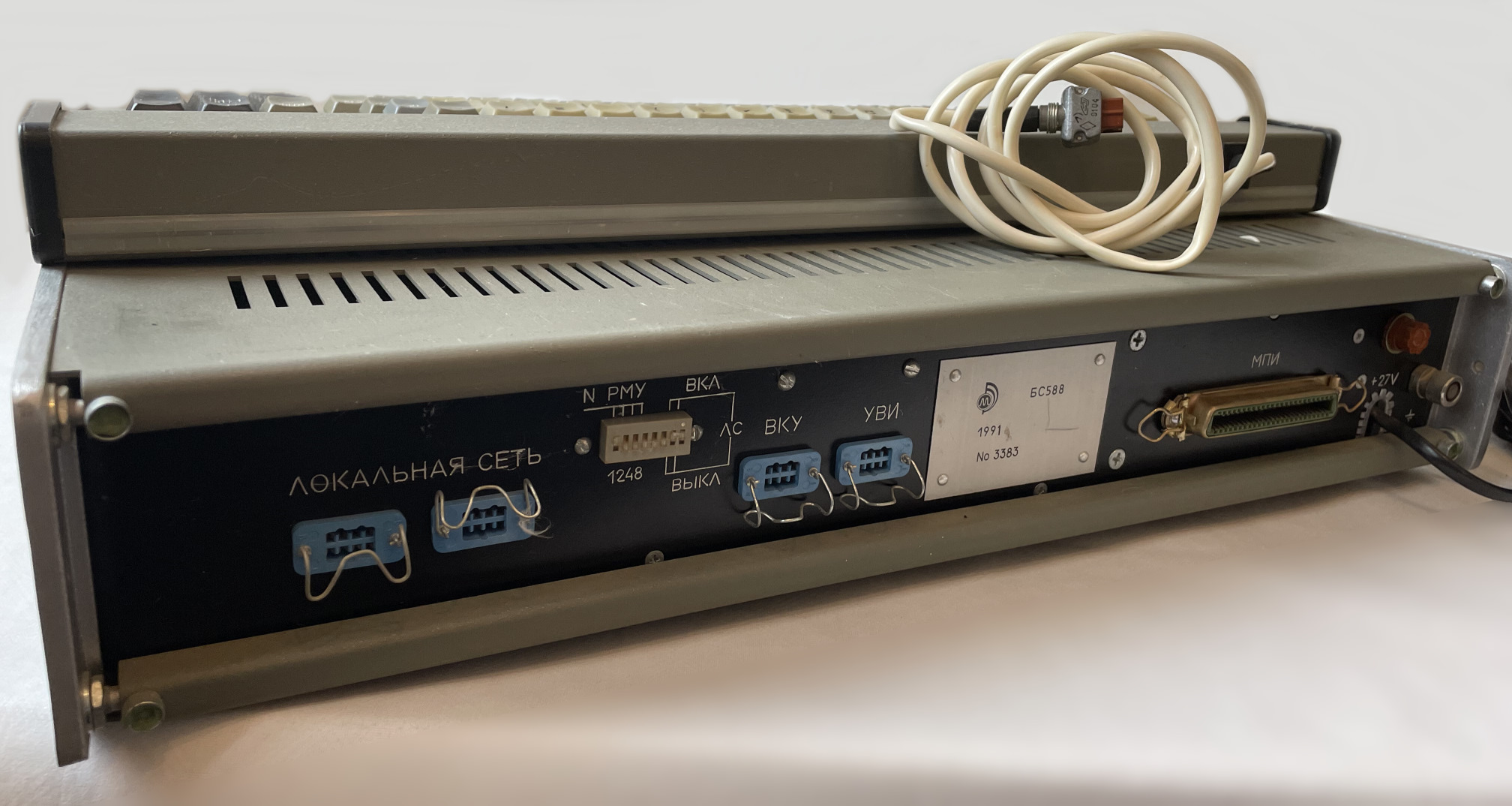
Задняя панель системного блока
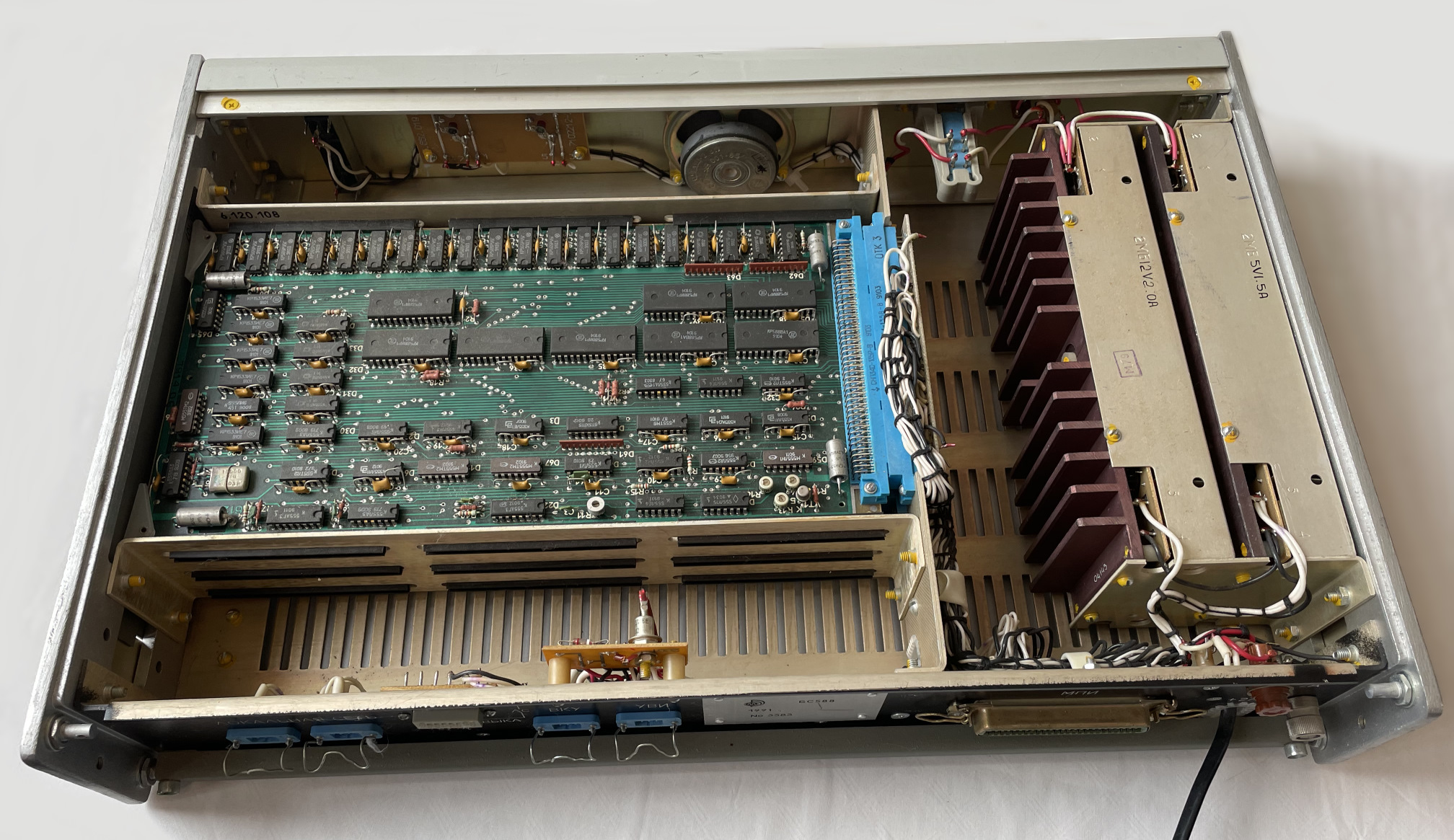
Системный блок внутри
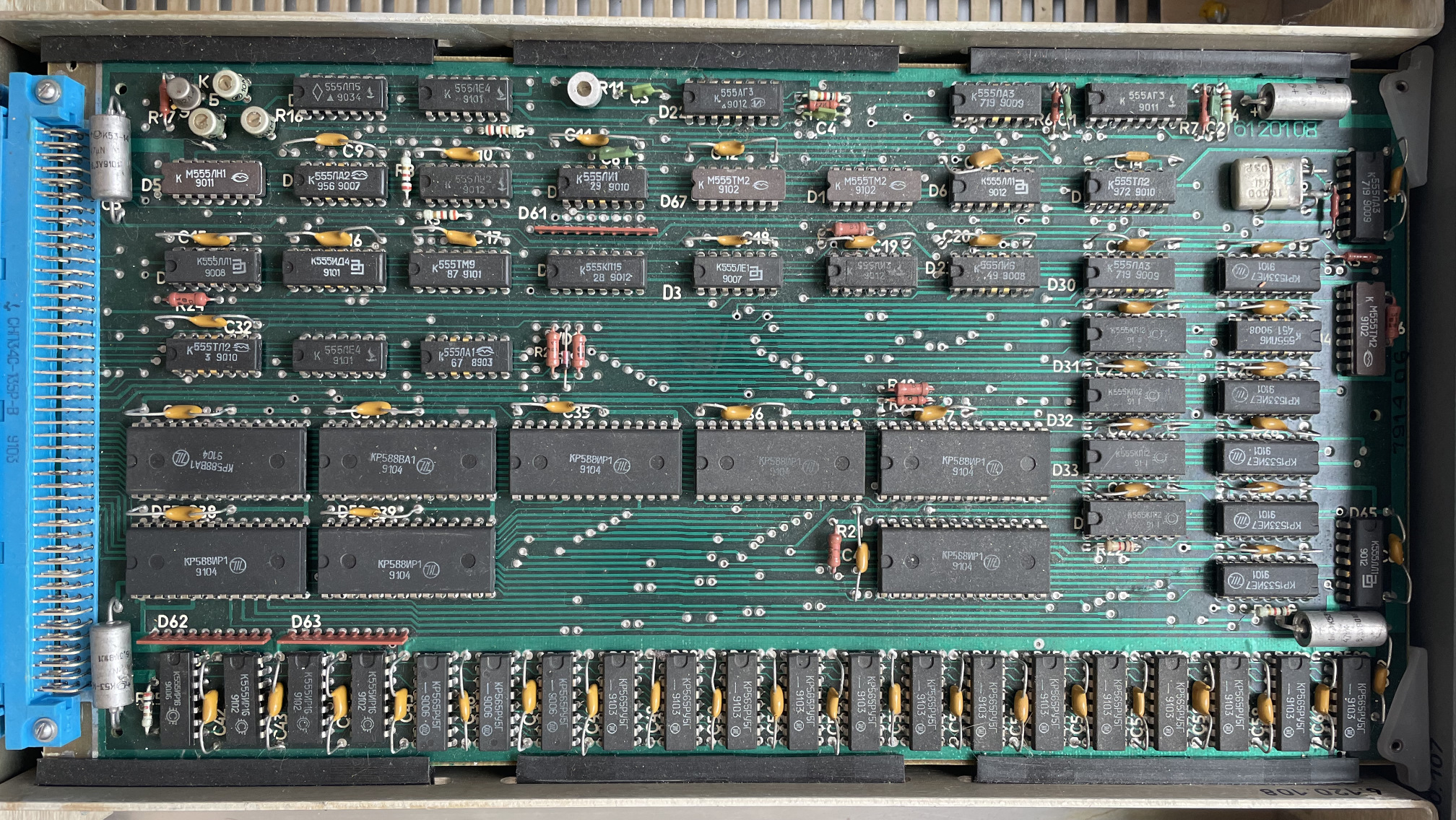
Системный блок плата ОЗУ

## КУВТ
В состав учебного вычислительного комплекса «Немига» входило рабочее место преподавателя (РМП) Немига ПК 588 и 12 рабочих мест учащихся Немига ПК 588-01. РМП оснащалось блоком дисководов и матричным принтером. На всех машинах использовались чёрно-белые мониторы «Электроника МС6105-01». Питание класса обеспечивалось напряжением 27 В с общего блока питания.

## Программное обеспечение

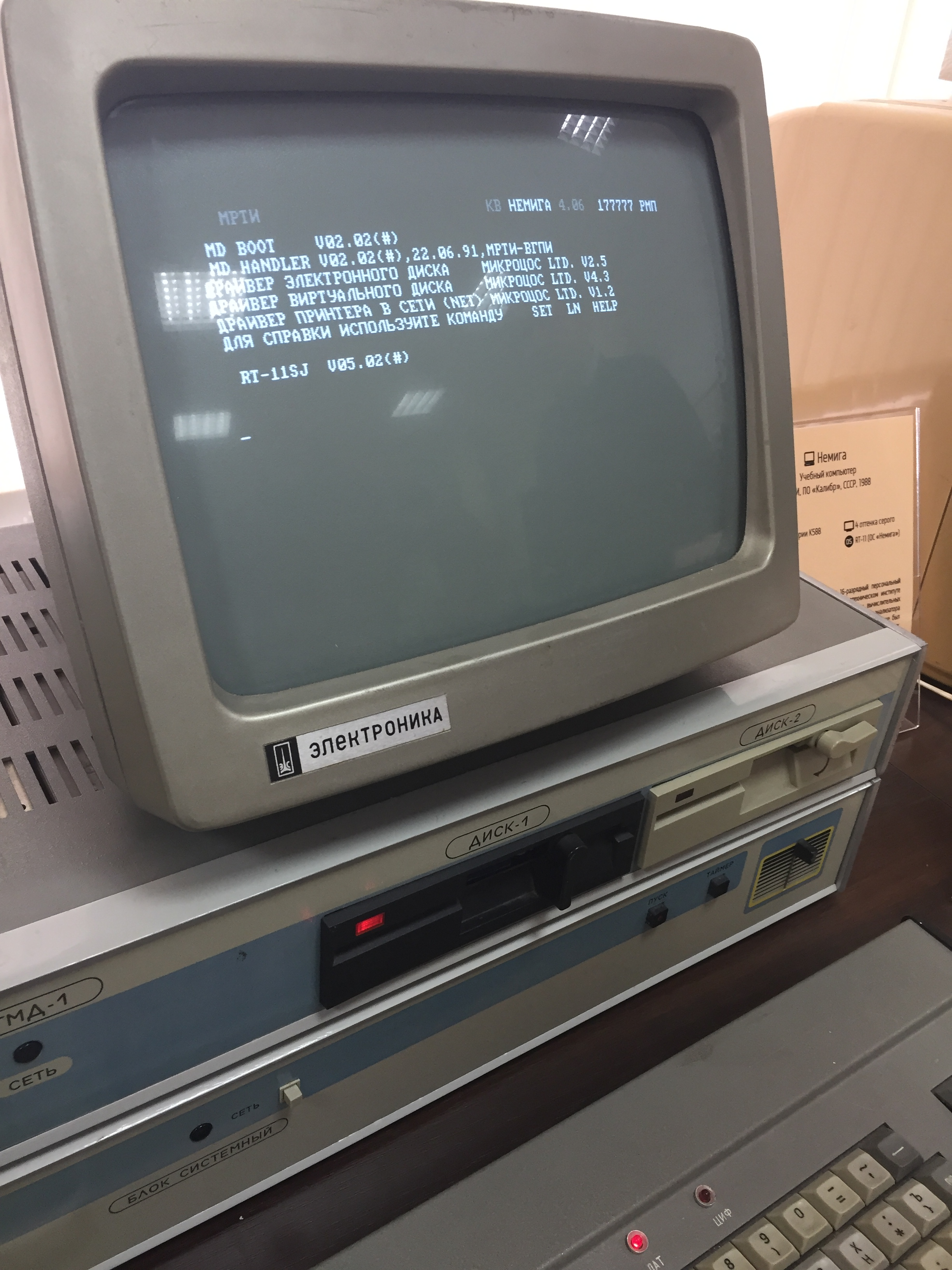
Загрузка RT-11 на Немиге

- Операционная система «НЕМИГА» (адаптированный вариант RT-11) — известны версии «Немига/1» (для аппаратной версии 3.03) и «V5.2#» (для 4.05 и 4.06)
- Языки программирования: Бейсик (Бейсик Вильнюс), Паскаль, макроассемблер MACRO-11
- Файловый менеджер Nemiga Commander
- Музыкальный редактор
- Электронная таблица
- Игры — написанные для «Немиги», а также портированные с БК
  - Игры ASP Corp.: Sheriff, Military Marathon, Garden, Land